# 腓力三世 (西班牙)

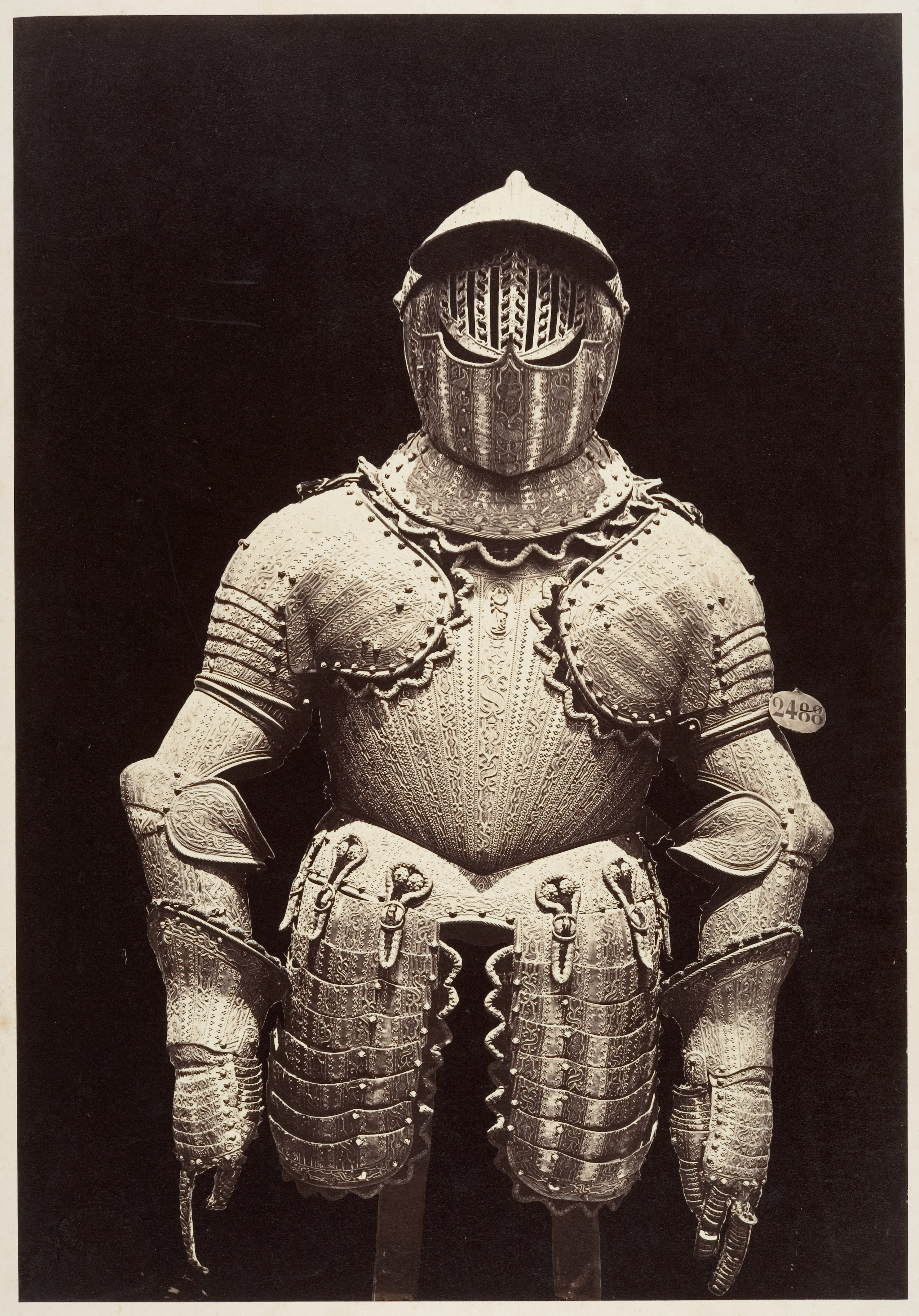
Armour of Philip III

「虔誠者」腓力三世（西班牙語：Felipe III el Piadoso，1578年4月14日—1621年3月31日，又譯费利佩三世）是哈布斯堡王朝西班牙国王，兼任葡萄牙国王腓力二世（葡萄牙語：Filipe II），於1598年至1621年間在位。他也是法国国王路易十四的外祖父。

## 生平
腓力三世是尚武国王腓力二世的第四個儿子，生于西班牙首都马德里。他的母亲是腓力二世的第四个妻子奥地利女大公安娜（腓力的外甥女，腓力的堂弟神圣罗马帝国皇帝马克西米连二世和他的妹妹之女）。
腓力三世继承了他父亲对天主教的坚定信仰，却没有继承他的惊人才干。 实际上，腓力二世曾悲观地承认，上帝没有赐给他一个有能力管理他巨大帝国的儿子，他甚至还预言到腓力三世的一生必将为宫廷宠臣所掌握。 这些预言可悲地一一兑现了。
在父亲去世后，即位的腓力三世把一切大权都交给了他最宠爱的大臣莱尔马公爵弗朗西斯科·德·桑多瓦爾。 他几乎终生都受到这位朝臣的左右；后来莱尔马的儿子又成了他的新宠臣。西班牙的经济在腓力三世执政时期经历了严重的衰退，并且她的海军也失去了以往无可匹敌的威力。西班牙在欧洲和美洲都面临着新兴的海上强国——英国與荷蘭的挑战，而国王却既无能力也无兴趣与之展开竞争。在天主教的爱尔兰人掀起独立运动的时候，腓力三世对他们施以支持，希冀以此来削弱英国；英西戰爭在1604年畫下句點，由腓力三世與新任英格蘭國王詹姆斯一世簽訂倫敦條約，英西兩國分別停止對愛爾蘭與西屬尼德蘭的軍事介入，且英國放棄它在公海上的劫掠行為。
腓力三世于1607年任命阿隆索·德·拉·丘亚为西班牙驻威尼斯共和国大使。 1609年，在扑灭尼德兰新教政权的努力宣告失败后，腓力三世默许姐夫尼德兰总督奥地利大公阿尔布雷希特七世与联省共和国缔结十二年停战协定。
腓力三世在个人生活中沉浸于宫廷游乐，他在这些活动上挥霍了无数的金钱。 但他在宗教信仰上却表现出真正的虔诚。总的来说，他缺乏管理他父亲留下来的巨大遗产的才智，在治国方面表现庸碌。1621年3月31日腓力三世去世于马德里，把一个外強中乾的西班牙帝國，留给了他的继承人。

## 家庭
- 奧地利的瑪格麗特（1584-1611）：1599年結婚，內奧地利大公卡爾二世之女
  - 安娜（1601-1666）：法國國王路易十三的王后
  - 瑪莉亞（英语：Infanta Maria of Spain (1603)）（1603）
  - 腓力四世（1605-1665）：西班牙暨葡萄牙國王
    - 瑪莉亞·尤潔妮亞（1625-1627）
    - 巴爾塔沙·卡洛斯（1629-1646）：阿斯圖里亞斯親王
    - 玛丽·泰蕾莎（1638-1683）：法國王后
    - 瑪加麗塔·特蕾莎（1651-1673）：神聖羅馬皇后
    - 菲利普·普羅斯佩羅（英语：Philip Prospero, Prince of Asturias）（1657-1661）：阿斯圖里亞斯親王
    - 卡洛斯二世（1661-1700）：西班牙國王

  - 玛丽亚·安娜（1606-1646）：神圣罗马皇帝斐迪南三世皇后
  - 卡洛斯（1607-1632）
  - 费尔南多（1609-1641）：托萊多總主教
  - 瑪格麗塔（英语：Infanta Margarita of Spain (1610–1617)）（1610-1617）
  - 阿隆索（英语：Infante Alonso of Spain）（1611-1612）